# Munds Park, Arizona
Munds Park je naseljeno područje za statističke svrhe u američkoj saveznoj državi Arizona. Prema popisu stanovništva iz 2010. u njemu je živjelo 631 stanovnika.